# Gonomyia oyunaae
Gonomyia oyunaae (лат.) — вид комаров-болотниц. Распространён в Монголии.
Взрослые насекомые среднего размера (5—5,9 мм). Спина полностью тёмно-желтовато-коричневая, плевры и брюшко — жёлтые. Темя тёмно-коричневое, покрыто разреженными коричневатыми волосками, с двумя серовато-жёлтыми точками. Усики длинные (1,4—1,7 мм) полностью чёрные. Окраска переднеспинки изменчива, у одних особей с срединной, тёмно-коричневой, поперечной полосой. Остальная часть заднегруди жёлтая. Щиток ржаво-коричневый спереди и желтовато-серый сзади. Плевры с жёлтые с узкой, вертикальной, чёрной полосой.
От других видов своего подрода отличается следующими признаками:
- задний край девятого тергита брюшка гладкий;
- каждая из гонококсит несёт короткий, субапикальный (подвершинный, или предвершинный) выступ;
- внутренний гоностиль несёт два зачернённых зубчика на вершине;
- наружный гоностиль расширен за основанием и несёт на вершине у основного угла маленький (треть длины наружного гоностиля) вырост;
- кончик пластинки эдеагуса приподнят кверху на правом углу, точечный, слабосклеротизирован.